# 国際高齢者年
国際高齢者年（こくさいこうれいしゃねん、International Year of Older Persons）は、「高齢者のための国連原則」（高齢者の自立、参加、ケア、自己実現および尊厳の実現）の普及・促進等のために国際連合が1999年（平成11年）に設定した国際年である。テーマは「すべての世代のための社会を目指して」(towards a society for all ages)。
国際連合をはじめ各国政府、地方公共団体および非政府組織によってさまざまな事業・イベント等が展開された。

## 経緯
高齢化問題が国際連合で最初に取り上げられたのは1948年（昭和23年）のアルゼンチンによって提案された「人権宣言草案」であった。この草案では人権問題の中の一つとして高齢化問題が取り上げられたが、採択されるまでには至らなかった。
その後しばらく国際連合の場で高齢化問題が取り上げられることはほとんどなかったが、地球規模で進む高齢化を背景に、1982年（昭和57年）7月26日から8月6日まで、高齢化をテーマとする初めての世界会議として「高齢化に関する世界会議」が国際連合の主催で開催された。オーストリアのウィーンで行われたこの会議には124カ国が参加し、計17回の本会議を経て118項目の指摘と62の勧告からなる「高齢化に関する国際行動計画」が採択された。この中には、日本からの提案で盛り込まれた「高齢者の日」の設置を求める勧告も含まれている。「高齢化に関する国際行動計画」は、同年の第37回国際連合総会でも決議され、また、勧告にしたがって毎年10月1日を国際高齢者デーとする決議が1990年（平成2年）の第45回国際連合総会によって決議された。
この国際行動計画は各国の高齢化対策のガイドラインとして役立つものではあったが、あまりに多岐にわたり詳細すぎたことから、1991年（平成3年）に18項目に集約して高齢者の自立・参加・ケア・自己実現・尊厳の実現を5原則として掲げた「高齢者のための国連原則」が第46回国際連合総会で採択された。
そして、これら国際行動計画や国連原則をさらに普及させるために翌1992年（平成4年）の第48回国際連合総会で1999年（平成11年）を国際高齢者年とする決議が採択され、国際高齢者年のテーマとしては、高齢化が多分野・多世代に関係するなど多様な問題であることを考慮して「すべての世代のための社会をめざして」が採用された。

## 国際連合による取り組み
1997年（平成9年）の第52回国際連合総会は、加盟各国にフォーカルポイント（窓口機関）の設置を求めるとともに、国際高齢者年を画一的な高齢者観を転換する機会として活用するよう政府・NGOなどに促す決議を採択。さらに、1998年（平成10年）2月には、活力・多様性・助け合い・運動・発展を表す同心円の5つの線がデザインされたロゴマークが国際連合広報局から発表された。
また、国際連合としては国際高齢者年の活動を1998年（平成10年）の国際高齢者デーから始めることとし、同年10月1日に国際連合本部でオープニングイベントを開催した。ただし、その後の活動は各国・各組織の自発性に委ねられ、主として財政的な理由から国際連合が主催する国際会議などは当初から予定されなかった。

## 日本での取り組み

### 政府による取り組み
日本政府は、1998年（平成10年）3月9日に関係する省庁で「国際高齢者年に関する関係省庁連絡会議」を設置し、1999年（平成11年）3月25日まで計4回開催して各省庁の国際高齢者年の活動の連絡・調整を行った。
日本政府による取り組みは総務庁が中心となり、ポスターやリーフレットを作成して「国際高齢者年」の広報・啓発活動を行ったほか、1998年（平成10年）12月2日にシンポジウム「高齢者の人権とコミュニティー - 老人性痴呆を学際的・国際的に考える」、全国6ヶ所での記念行事「心豊かな長寿社会を考える国民の集い」、1999年（平成11年）12月14日に国際シンポジウム「高齢社会をいかに切り拓くか」など多くの事業を主催した。また、1998年（平成10年）12月から2000年（平成12年）3月まで計5回、日本語版と英語版の「国際高齢者年ニュース(IYOP JAPAN)」を発行して、日本における国際高齢者年の取り組みを内外に発信した。日本におけるフォーカルポイントも総務庁長官官房高齢社会対策室が担当した。
文部省は1999年（平成11年）9月20日にシンポジウム「高齢者の生涯学習と社会参加 - すべての世代のために」、労働省も同年9月20日から9月22日まで「活力ある高齢化」実現のための国際シンポジウム、厚生省が同年10月12日に第12回全国健康福祉祭ふくい大会の一環として国際シンポジウム「ねんりんのパワーを生かす新時代 - 情報化・国際化を生きる」を開催した。
その他、法務省が人権問題と絡めた啓発活動、郵政省が記念切手の発行と「みんなの体操」制定を行うなど、政府全体で1998年（平成10年）度から1999年（平成11年）度に総額4億5000万円の予算が組まれた。

### 地方公共団体による取り組み
総務庁は、1999年（平成11年）6月15日に開催した「都道府県・指定都市高齢社会対策主管課（室）長会議」で、国際高齢者年の目的とテーマ、国による取り組みについての説明を行った。各地方公共団体では、これ以前から独自に実施・計画していたものも含めて広報活動や記念事業など、総務庁が把握しているだけでも1,000を超える事業が実施された。国際高齢者年を迎えた1月や、敬老の日や国際高齢者デーのある9月・10月を中心に実施された例が多く、特に市区町村が実施した事業では民間団体と連携して行われたものも多かった。

### 民間団体による取り組み
上記のような政府・地方公共団体による取り組みも行われたが、日本国内では民間団体による積極的な取り組みが目立った。総務庁が民間の関連団体を集めて「国際高齢者年に関する高齢者関連団体連絡会議」を開催したのは1998年（平成10年）10月5日だったが、一部の民間団体は政府に先駆けて国際高齢者年に向けての情報収集や情報交換を進め、すでに対応を検討していた。民間団体同士の連携と情報交換の拠点として同年8月21日に10団体で発足した「高齢者年NGO連絡協議会準備会」は、10月1日に26団体（後に計39団体が参加）の参加で「高齢者年NGO連絡協議会」（高連協）として正式に設立されていたし、これとは別に約60団体が参加する「国際高齢者年・日本NGO会議」も同年同日に結成されていた。
これらの民間団体による取り組みは、総務庁が把握できただけでも150件を超え、国際高齢者年のロゴマークの使用は民間団体・個人だけで445件に上った。

## 評価および成果
1999年（平成11年）10月4日から10月5日まで第54回国際連合総会で「国際高齢者年のフォローアップのための特別会議」が開催され、各国の取り組みが報告された。この中でドミニカ共和国・ドイツ・スペインなどから「高齢化に関する国際行動計画」改訂のための国際会議開催の提案があり、2002年（平成14年）スペインマドリードでの「第2回高齢化に関する世界会議」の開催と同会議での国際行動計画の改訂につながった。また、2000年（平成12年）2月8日から2月17日まで開催された社会開発委員会に提出された「1999年国際高齢者年事務総長報告」で、コフィー・アナン国際連合事務総長は「『国際高齢者年』は世界的な高齢化問題への理解を深める上で大きな前進を遂げ、その後国際的に大きな話題と関心が生まれた。『国際高齢者年』は対話を深め、関心を高め、討論と内容の掘り下げを活発にし、夥しい数のプロジェクトを生んだ。」と総括した。
日本においても、上述の通り官民で様々な事業が行われて大きな盛り上がりを見せた。特に、高齢者年NGO連絡協議会（後の高齢社会NGO連携協議会）が結成されたように、それまで個別に活動していた民間諸団体が国際高齢者年を契機として相互の連携を強めたことが大きな成果とされる。一方で、国際高齢者年にあたる1999年（平成11年）に、国際連合が主催する高齢者に関する国際会議が開催されなかったことから、国際婦人年（1975年（昭和50年））や国際障害者年（1981年（昭和56年））などと比べて認知度は低く、盛り上がりに欠けたとする意見もある。